# Mania grandorii

Afișul originar al filmului

Mania grandorii (în franceză La folie des grandeurs) este un film de comedie din anul 1971, regizat de Gérard Oury. Din punct de vedere al realizării, filmul este o coproducție franco-italo-hispano-germană. Rolurile principale sunt interpretate de Louis de Funès și Yves Montand. Filmul este foarte liber inspirat de piesa de teatru Ruy Blas a lui Victor Hugo.

## Rezumat
În Spania secolului al XVII-lea, Don Salluste (Louis de Funès) este ministru al regelui Spaniei. El este un om înșelător, ipocrit și lacom, care colectează el-însuși taxele, pe care le deturnează în folosul său. Ministrul este detestat de oamenii pe care-i asuprește.
Acuzat de frumoasa regină de origine bavareză că a făcut un copil nelegitim cu una din domnișoarele ei de onoare, Don Salluste a fost deposedat de funcțiile sale și condamnat să se retragă într-o mănăstire. Decis să se răzbune, el concepe un plan ingenios pentru a-și recăpăta funcțiile și a reveni la curte. El vrea să o compromită pe regină prin implicarea ei într-o poveste de dragoste adulteră. Salluste vrea să fie cel care ar urma să descopere complotul și să fie iertat. El vrea să se folosească de seducătorul său nepot, Cesar, devenit tâlhar; deoarece acesta din urmă a refuzat să participe la intriga lui, el a fost capturat de acoliții lui Don Salluste și trimis ca sclav la berberi. 
Don Salluste decide să se folosească în planurile sale de răzbunare de Blaze, valetul său recent concediat (Yves Montand), și care este îndrăgostit de regină: el se va prezenta ca Don Cesar și va avea misiunea de o seduce pe regină. Chiar în ziua prezentării sale la curte, Blaze dejoacă un atentat criminal cu bombă împotriva regelui de către granzii Spaniei. El intră în favorurile cuplului regal și devine rapid ministru. Ca urmare a ascensiunii rapide a noului ministru, Salluste descoperă că granzii au decis să se răzbune pe Blaze, ceea ce i-ar putea da peste cap planul. 
La rândul său, Blaze, ca urmare a unei neînțelegeri, își declară dragostea sa nu pentru regină, ci pentru arțăgoasa guvernantă (Alice Sapritch), a cărei dorință sexuală este astfel ațâțată. Situația devine mai complicată odată cu întoarcerea adevăratului Cesar evadat de la berberi și care auzise că cineva îi luase locul.
În camera unui han de la periferia Madridului, Salluste pregătește întâlnirea lui Blaze cu regina, pe care o chemase acolo printr-un bilet. Planul nu merge bine. În primul rând, Cesar pătrunde în cameră și-l eliberează pe Blaze din chingi. Apoi, în locul reginei, în cameră intră Doña Juana, care primise și ea mesajul trimis reginei în numele lui Blaze. În final apare la han regina și apoi și regele, care primise o scrisoare anonimă de la Salluste despre relația reginei cu Blaze. Monarhul este adus în fața unui pat în care-i găsește pe Blaze și Doña Juana împreună, în timp ce adevăratul Cesar fuge în noapte cu regina.
Planul lui Salluste eșuează, iar acesta este exilat la berberi, împreună cu Blaze - acesta din urmă scăpând astfel de o căsătorie forțată cu Juana. În timp ce Salluste pune la cale un nou plan, în deșert apare Doña Juana, care vine în căutarea lui Blaze. Acesta din urmă își rupe legăturile și o rupe la fugă.

## Distribuție
- Louis de Funès - Don Salluste de Bazan
- Yves Montand - Blaze
- Alice Sapritch - Doña Juana, guvernanta reginei (poreclită "la Vieille" - "Baba")
- Karin Schubert - Marie-Anne de Neubourg, regina Spaniei (nenumită)
- Alberto de Mendoza - Regele Spaniei, Carol al II-lea (nenumit și fără legătură cu personajul istoric)
- Gabriele Tinti - Don Cesar (voce dublată de Dominique Paturel)
- Venantino Venantini : Del Basto (voce dublată de Jean-Pierre Duclos)
- Don Jaime de Mora y Aragón - Priego, un Grande al Spaniei
- Antonio Pica - De los Montès, un Grande al Spaniei (voce dublată de Jean Martinelli)
- Eduardo Fajardo - Cortega, un Grande al Spaniei
- Joaquín Solís - Sandoval, un Grande al Spaniei
- Salvatore Borgese - orbul
- Paul Préboist - mutul
- Clément Michu - valetul bâlbâit al lui Salluste
- Robert Le Béal - șambelanul
- Frédéric Norbert - pajul
- Léopoldo Triestre - Giuseppe
- Astrid Franck - doamnă de onoare a reginei
- La Polaca - dansatoarea
- Fernando Bilbao - colosul (necreditat)
- Angel Alvarez - un nobil
- Claude Carliez - cascador
- Sophia Palladium - dublura lui Alice Sapritch în scena de striptease (necreditată)
- Xan de Bolas
- Frank Brana
- Fabian Conde
- Fernando Hilbeck
- Antonio Iranzo
- Ricardo Palacios
- Jésus Tordesillas

## Despre film
- Mania grandorii a fost turnat în Spania (Barcelona, Granada, Alhambra, Madrid, Segovia, Sevilla, Toledo) și la studioul Franstudio, la Saint-Maurice din Val-de-Marne (Franța). Scenele din deșert au fost turnate în Deșertul Tabernas din provincia Almeria.
- Gérard Oury i-a încredințat sarcina de realizare a coloanei sonore a filmului lui Michel Polnareff. Stilul muzical este în contradicție totală cu epoca în care se desfășoară intriga.
- Bourvil era prevăzut inițial să interpreteze personajul Blaze, dar moartea lui a forțat echipa de producție să găsească un înlocuitor. Gérard Oury și Danièle Thompson au afirmat, în filmul documentar La Folle Heure des grandis, că ideea ca rolul de Blaze să fie jucat de Yves Montand i-a fost insuflată lui Gérard Oury în timpul unei serate mondene de Simone Signoret, soția actorului, și că scenariștii (Oury, Thompson și Jullian), la început circumspecți, au rescris complet scenariul în funcție de personalitățile celor doi actori prevăzuți succesiv pentru a întruchipa personajul Blaze.
- În celebra scenă în care Alice Sapritch se dezbracă, aceasta este dublată în anumite planuri de stripteuza profesionistă Sophia Palladium[3]. Gérard Oury semnalează de altfel, în filmul documentar La Folle Heure des grandis, momentul precis în care se poate observa subțierea suferită de talia stripteuzei, căreia nu i se mai vede fața, ci numai "crupa" (după cuvintele regizorului).
- Realizatorii filmului îi aduc un omagiu plin de umor lui Victor Hugo, precizând în generic că "Orice asemănare cu personajele unei celebre drame nu ar fi decât rezultatul unei nefericite coincidențe", ei îi mulțumesc pentru "prețioasa sa colaborare". Gérard Oury și Danièle Thompson revin, în filmul documentar La Folle Heure des grandis, asupra sursei de inspirație din piesa lui Hugo și se observă imagini trase din Ruy Blas adaptat la Théâtre-Français de Raymond Rouleau (din 1960 până în 1962), adaptare în care Gérard Oury, pensionar al Comédie-Française, interpreta personajul Don Salluste[4].
- Un actor care interpretează un Grande al Spaniei este chiar unul veritabil: Don Jaime de Mora y Aragón, care-l interpretează pe Priego, este marchiz de Casa Riera și frate al reginei Fabiola a Belgiei.
- Filmul trebuia să se intituleze inițial Les Sombres Héros.
- Câinele regelui, care a avut numeroase apariții pe tot parcursul filmului, este un câine de Saint Hubert.

### Box-office
| Țară              | Box-office           | Număr de săptămâni | Clasament TLT | Sursă |
| Box-office Franța | 5.563.160 spectatori | -                  | -             |       |
| Box-office Paris  | 917.949 spectatori   | -                  | 16 sem.       |       |